# بترا إيريرا
كانت بترا إيريرا، اسم الشهرة «بيدرو إيريرا»، جندية مكسيكية (محاربة في القوات المتمردة في الثورة المكسيكية). 
شاركت بترا إيريرا بقوة، مرتديةً ملابس رجل ومتقمصة شخصية رجل «بيدرو إيريرا»، في العديد من المعارك في الثورة المكسيكية. احتلت مركزاً وسمعة مرموقة وكانت مثالاً يحتذى به في القيادة. قَدرت، ومع مرور الوقت، من إظهار وضعها كامرأة.    
اختارت التخفي بزي رجل وغيرت اسمها ليصبح بيدرو بدلاً من بترا. وحصل ذلك في نهاية انضمامها إلى الجمعية التي كان يقودها الجنرال  بانشو فيا. كانت مشاركة النساء في الثورة شائعة لكن اقتصرت فقط على الإطعام والمرافقة، ولم يكن منتشراً الدور الذي كانت تقوم به إيريرا كمقاتلة. شاركت في معركة توريون الثانية في 30 مايو 1914 مع 400 امرأة. بالرغم من الانتصارات المتتالية التي حققتها إلا أن بانشو فيا رفض إعطاء مكانة عسكرية لامرأة، ولم يرفعها لمنصب جنرال. وبدورها تركت قواته وشكلت فرقة مميزة مكونة من نساء.  
أثبتت قدرتها على الحفاظ على وضعها كامرأة سراً وفق استراتيجيات عبقرية مدروسة جيداً، على سبيل المثال، كانت في فجر كل يوم تحلق ذقنها فلا تترك شعرة واحدة بارزة. اتبعت في استراتيجيتها القتالية تفجير النقاط العسكرية، مع امتلاكها لمهارات قيادية عالية، لدرجة أنها بعدما اكتشفت هويتها الأنثوية شكلت فريقاً من المقاتلات اللواتي شاركن معها في العديد من المعارك إلى جانب قوات فيا. يعد انتصارها في معركة توريون، في  ولاية كواهويلا في 30 مايو 1914 واحداً من أكبر وأهم الانتصارات التي حققتها. وصفها زميلٌ لها في قوات فيا: «تلك التي فتحت توريون، أشعلت الأضواء عندما دخلوا المدينة».     
في الوقت الذي كانت فيه تكشف عن هويتها كامرأة، كانت تحقق انتصارات عظيمة في المعركة، وفي المقابل، كانت تتعرض لتمييز عنصري من قبل زملائها الثوريين.
ما زالت فتوحات إيرايرا لمدينة توريون غير معروفة رسمياً، إلى جانب كل ذلك. يُقال أن الجنرال فيا أخفى مشاركتها في المعركة ولم يعطها حقها ومكانتها التي استحقتها كأنثى حققت انتصاراً في مواجهة كتلك. تركت إيريرا صفوف الجنرال فيا وأنشأت قواتها الخاصة بها والمكونة من الإناث نتيجةً لفقدانها الاعتراف به. تنوع عدد المقاتلين وفق التقليبات ما بين 25 و 1000. انضم في عام 1917 فينوستيانو كارانسا إلى القوات ليصبح أسطورة لنساء البلد. وفي عهده، طلبت الترفع لرتبة جنرال والاستمرار في الخدمة العسكرية، فكان مرفوضاُ الاعتراف بقدراتها الفائقة في ساحة المعركة. مع ذلك، تم منحها على الأكيد الترفع لرتبة عقيد من قبل الجنرال كاسترو.          
دمجت هويتها كعسكرية أنثى بعد فترةٍ وجيزة تبعاً للأوامر العليا وتوقفت عن العمل كجاسوسة؛ بعدما كانت متنكرة بزي فتاة في إحدى البقالات في تشيواوا. أعلنت مصادر أنها عملت في خيمينس، تشيواوا، بينما أثبت أخرى أنها عملت في خواريث. أكدت روايات أنه في إحدى الليالي تعرضت لها مجموعة من قطاعي الطرق في منطقة مفتوحة. شتموها وأهانوها. لو أنها لم تبقى على قيد الحياة بعد آخر مواجهة لماتت من الجروح التي تسببوا بها.  

## روابط خارجية
- http://www.imagenzac.com.mx/nota/la-valiente-petra-herrera-00-42-m8 نسخة محفوظة 4 أغسطس 2016 على موقع واي باك مشين.
- http://www.rejectedprincesses.com/princesses/petra-herrera/